# USA 193

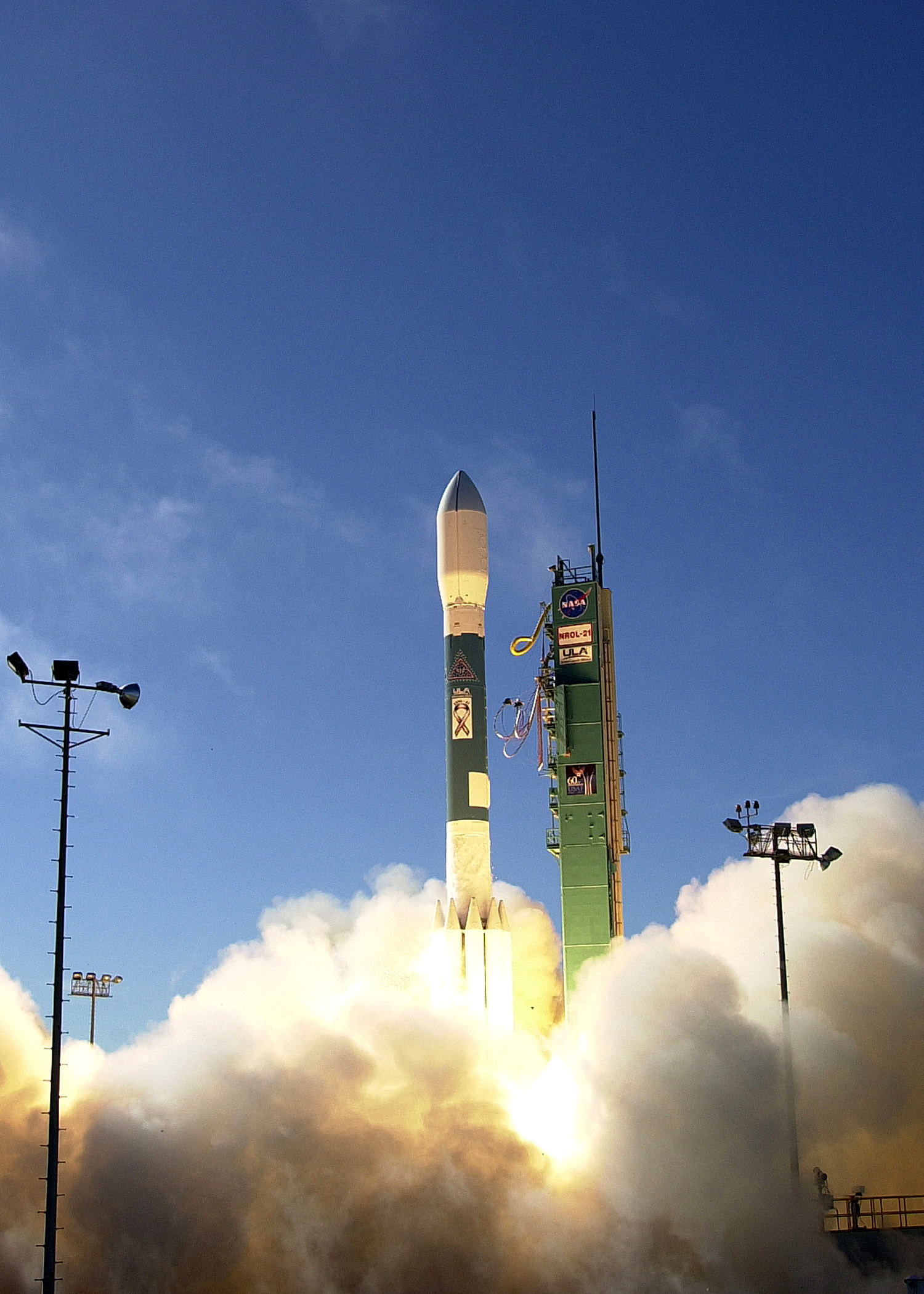
Запуск супутника USA 193 (NROL 21) 14 грудня 2006 р.

USA 193, також NRO Launch 21 (NRO-L 21, NROL 21, L-21) — американський військовий розвідувальний супутник, який належить Національному управлінню військово-космічної розвідки США. Застосування та функція супутника не розголошувалися і залишаються таємницею. Невдовзі після запуску в грудні 2006 р. супутник вийшов із ладу. Рішення США збити непрацюючий супутник ракетою з землі викликало неоднозначну реакцію світової спільноти. 21 лютого 2008 р. супутник був успішно збитий ракетою з землі.

## Обставини
Супутник був запущений 14 грудня 2006 р. з бази ВПС США Вандерберг у Каліфорнії на ракеті Дельта -7920. На момент запуску маса супутника становила 3300 кг. Супутник вийшов на орбіту на відстані 367 км х 58,5° нахилу, яка призначена для військових супутників. В січні, майже через місяць після запуску з'явилися повідомлення, що наземні служби втратили зв'язок із супутником. До того ж орбіта супутника продовжувала наближати його до атмосфери планети і очікувалося, що він безконтрольно впаде на землю.
29 січня 2008 р. ВПС США повідомили, що було прийняте рішення збити супутник із землі ракетою, щоб усунути небезпеку для людей. Інформаційні агентства припускали, що для такого рішення існувало декілька інших причин: побоювання, що секретні технології могли потрапити до недружніх держав, а також можливість випробувати технологію обстрілу ракети з землі. Згідно з планами військових 21 лютого 2008 р. запуск ракети по супутникові здійснив ракетний крейсер типу «Тікондерога» «Лейк Ері». Супутник вибухнув у стратосфері планети, уламки за даними військових мають згоріти при падінні на Землю.

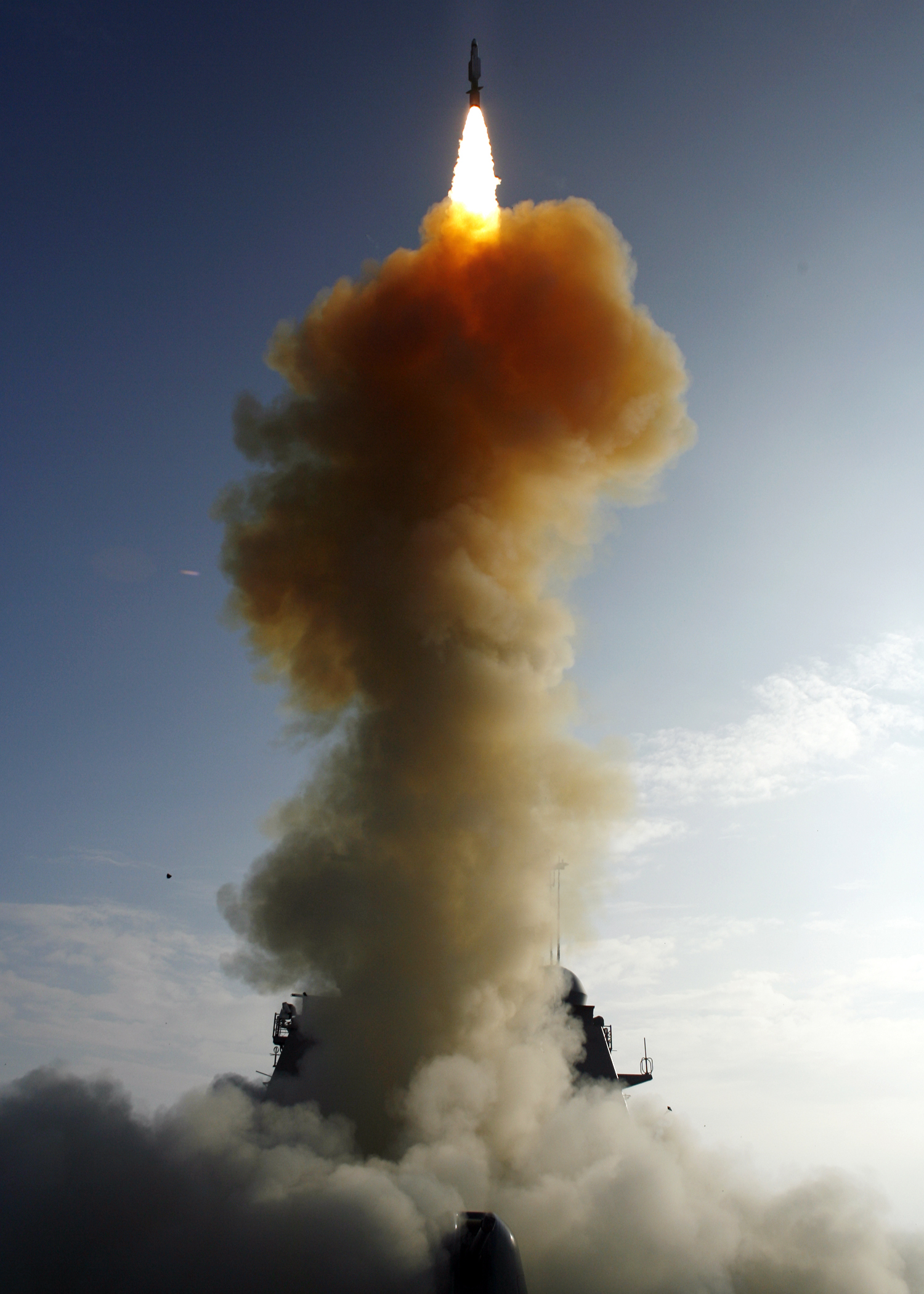
Запуск ракети SM-3, яка знищила супутник

Хоча за даними Нью-Йорк Таймс за останні роки на землю впало 328 супутників, рішення США збити саме цей супутник стало однією з передових новин світу. Деякі спеціалісти, зокрема в міністерстві оборони Росії стверджували, що вибух супутника в атмосфері планети може бути небезпечним, оскільки уламки можуть розсіятися на велику відстань і впасти на населенні пункти. Крім того, стверджувалося, що уламки супутника у своєму складі можуть містити небезпечні та радіоактивні речовини. Військові США запевнювали в безпечності такої операції.